# Ještěd-backarna
Ještěd-backarna är en backhoppsanläggning vid berget Ještěd vid staden Liberec i Tjeckien. Anläggningen användes vid Skid-VM 2009. Världscupen i backhoppning och i nordisk kombination har arrangerats här.

## Historia
Redan på 1920-talet var Liberec centrum för skidsport och hoppbackar fanns i stadsdelarna Plané, Harcov och Pilinkov. Från 1966 till 1968 konstruerades och byggdes två backar vid berget Ještěd (1012 m ö.h.) med K-punkt K-90 och K-70. Backarna byggdes om inför junior-EM 1976. Under 1980-talet byggdes en mindre backe (K-50) och backhoppsturneringer (bland annat Bohemia Tournament) och tävlingar i nordisk kombination arrangerades i backhoppsanläggningen. Deltävlingar i världscupen i backhoppning har arrangerats i Ještěd sedan 1981. Backarna byggdes om 1992 då backprofilen moderniserades. Större ombyggnader utfördes inför Skid-VM 2009. Två mindre backar (K-50 och K-14) revs. Backarna har numera plastmattor och strålkastarljus har installerats.

## Backrekord
Längsta hoppet på snö i stora backen (Ještěd A) gjordes av Eric Frenzel från Tyskland under en världscupdeltävling i nordisk kombination 17 februari 2008 då han hoppade 140,5 meter. Officiellt backrekord tillhör Janne Ahonen från Finland som hoppade 139,0 meter i världscupen i backhoppning 11 januari 2004. Längsta hoppet på plast gjordes 30 september 2008 då hemmahopparen Roman Koudelka hoppade 143,0 meter. I normalbacken hoppade Mats Sohagen Berggård från Norge 114,0 meter under European Youth Olympic Festival 15 februari 2011. Officiellt backrekord sattes under Skid-VM 2009 då finländaren Harri Olli hoppade 104,5 meter. Grzegorz Miętus från Polen har hoppat 107,5 meter på plast. Officiellt backrekord för kvinnor tillhör Daniela Iraschko från Österrike som hoppade 104,0 meter under kontinentalcupen (Ladies-COC) 18 februari 2012. På plast hoppade Ulrike Grässler från Tyskland och Nata de Leeuw från Kanada 103,5 meter 4 oktober 2008 i Ladies-COC. Rekordet tangerades 1 oktober 2010 av Elena Runggaldier från Italien.

## Viktiga tävlingar
| Datum            | Vinnare                                                                        | Andra plats                                                       | Tredje plats                                                  | Tävling                            |
| ---------------- | ------------------------------------------------------------------------------ | ----------------------------------------------------------------- | ------------------------------------------------------------- | ---------------------------------- |
| 11 januari 1981  | Roger Ruud, Norge                                                              | Hans Wallner. Österrike                                           | Pjotr Sunin, Sovjetunionen                                    | Världscup, stor backe              |
| 15 januari 1984  | Jens Weissflog, Östtyskland                                                    | Klaus Ostwald, Östtyskland                                        | Per Bergerud, Norge                                           | Världscup, stor backe              |
| 12 januari 1986  | Piotr Fijas, Polen                                                             | Ernst Vettori, Österrike                                          | Ladislav Dluhoš, Tjeckoslovakien                              | Världscup, stor backe              |
| 9 januari 1988   | Inställd                                                                       | Inställd                                                          | Inställd                                                      | Världscup, stor backe              |
| 14 januari 1989  | Jon Inge Kjørum, Norge Pavel Ploc, Tjeckoslovakien                             |                                                                   | Ari-Pekka Nikkola, Finland                                    | Världscup, stor backe              |
| 14 januari 1990  | Werner Haim, Österrike                                                         | Pavel Ploc, Tjeckoslovakien                                       | Pavel Kustov, Sovjetunionen                                   | Världsscup, stor backe             |
| 15 januari 1994  | Espen Bredesen, Norge                                                          | Jaroslav Sakala, Tjeckien                                         | Roberto Cecon, Italien                                        | Världscup, normalbacke             |
| 16 januari 1994  | Jaroslav Sakala, Tjeckien                                                      | Espen Bredesen, Norge                                             | Lasse Ottesen, Norge                                          | Världscup, stor backe              |
| 9 december 2000  | Inställd                                                                       | Inställd                                                          | Inställd                                                      | Världscup, lagtävling, stor backe  |
| 10 december 2000 | Inställd                                                                       | Inställd                                                          | Inställd                                                      | Världscup, stor backe              |
| 11 januari 2003  | Thomas Morgenstern, Österrike                                                  | Andreas Widhölzl, Österrike                                       | Jakub Janda, Tjeckien                                         | Världscup, stor backe              |
| 12 januari 2003  | Inställd                                                                       | Inställd                                                          | Inställd                                                      | Världscup, stor backe              |
| 10 januari 2004  | Janne Ahonen, Finland                                                          | Thomas Morgenstern, Österrike                                     | Martin Höllwarth, Österrike                                   | Världscup, stor backe              |
| 11 januari 2004  | Janne Ahonen, Finland                                                          | Bjørn Einar Romøren, Norge                                        | Andreas Küttel, Schweiz                                       | Världscup, stor backe              |
| 8 februari 2008  | Thomas Morgenstern, Österrike                                                  | Gregor Schlierenzauer, Österrike                                  | Andreas Küttel, Schweiz                                       | Världscup, stor backe              |
| 9 februari 2008  | Anders Jacobsen, Norge                                                         | Gregor Schlierenzauer, Österrike                                  | Martin Koch, Österrike                                        | Världscup, stor backe              |
| 20 februari 2009 | Lindsey Van, USA                                                               | Ulrike Grässler, Tyskland                                         | Anette Sagen, Norge                                           | Skid-VM 2009, normalbacke, kvinnor |
| 21 februari 2009 | Wolfgang Loitzl, Österrike                                                     | Gregor Schlierenzauer, Österrike                                  | Simon Ammann, Schweiz                                         | Skid-VM 2009, normalbacke, män     |
| 27 februari 2009 | Andreas Küttel, Schweiz                                                        | Martin Schmitt, Tyskland                                          | Anders Jacobsen, Norge                                        | Skid-VM 2009, stor backe, män      |
| 28 februari 2009 | Österrike Wolfgang Loitzl Martin Koch Thomas Morgenstern Gregor Schlierenzauer | Norge Anders Bardal Tom Hilde Johan Remen Evensen Anders Jacobsen | Japan Shōhei Tochimoto Takanobu Okabe Daiki Itō Noriaki Kasai | Skid-VM 2009, lagtävling, män      |